# Józef Machaczka
Józef Machaczka (ur. 9 października 1945 w Krakowie) – polski ekonomista, emerytowany profesor Akademii Ekonomicznej w Krakowie oraz Akademii Górniczo-Hutniczej (AGH).

## Życiorys
Jest absolwentem Wyższej Szkoły Ekonomicznej w Krakowie (1968). Po ukończeniu studiów podjął pracę w Wyższej Szkole Ekonomicznej w Krakowie w charakterze asystenta. Pracę doktorską obronił w 1974. Od roku 1987 pracował na stanowisku docenta. W 1987 został wybrany na stanowisko prodziekana Wydziału Ekonomiki Produkcji Akademii Ekonomicznej. W latach 1990–1996 (przez dwie kadencje) pełnił funkcje dziekana Wydziału Ekonomii. W latach 1996–2006 pracował na stanowisku profesora nadzwyczajnego Akademii Górniczo-Hutniczej w Krakowie. W roku 1999 otrzymał nominację profesorską. 1 marca 2005 otrzymał nominację na stanowisko profesora zwyczajnego.
W latach 2001–2005 pełnił funkcję prezesa Zarządu Oddziału Polskiego Towarzystwa Ekonomicznego (PTE) w Krakowie oraz członka Zarządu Krajowego PTE w Warszawie.

## Życie osobiste
Jego synem jest Krzysztof Machaczka.

## Nagrody i wyróżnienia
- Złoty Krzyż Zasługi (1990),
- Medal Komisji Edukacji Narodowej (1997),
- Złota Odznaka Honorowa Towarzystwa Naukowego Organizacji i Kierownictwa,
- Krzyż Kawalerski Orderu Odrodzenia Polski (2003)[4].

## Ważniejsze publikacje
- „Zarządzanie rozwojem organizacji. Czynniki, modele , strategia, diagnoza”. PWN, Warszawa 1998.
- „Podstawy zarządzania”, Wydawnictwo Akademii Ekonomicznej w Krakowie, Kraków 1999 (skrypt dla studentów I i II roku).
- „Metoda modelowania w projektowaniu systemów zarządzania”,  Akademia Ekonomiczna w Krakowie, 1984. Seria specjalna: monografia
- „Modelowanie systemów w organizacji i zarządzaniu”, Akademia Ekonomiczna w Krakowie, 1990.
- „Zarządzanie organizacjami. Koncepcje i trendy”,Częstochowskie Wyd.Naukowe, 1998.
- „Proces zarządzania”, Częstochowskie Wyd. Naukowe, Częstochowa 1998.